# أرماند كراجنك
أرماند كراجنك (بالسويدية: Armand Krajnc) مواليد 7 أغسطس 1973 في سكانيا، هو ملاكم سويدي يصنف ضمن فئة الوزن المتوسط بدأ مسيرته الاحترافية سنة 1996.

## إحصائيات
خاض خلال مسيرته 32 نزالا، فاز في 29 ولم يتعادل وخسر في 3. فاز بالضربة القاضية في 21 نزالا.

## روابط خارجية
- أرماند كراجنك على موقع بوكس ريك (الإنجليزية) (registration required)